# The Last Tour on Earth
The Last Tour on Earth (в переводе с англ. — «Последнее турне на Земле») — концертный альбом группы Marilyn Manson, вышедший в 1999 году, на диске собраны записи концертных выступлений тура «Rock Is Dead». По всему миру было продано около 2-х миллионов копий диска.

## Об альбоме
В буклете альбома не сказано, где и когда был записан каждый из треков, но, тем не менее, при прослушивании некоторых песен можно получить информацию о времени и месте исполнения. Например, в студийной версии песни «The Dope Show» из альбома «Mechanical Animals» присутствуют строки «The drugs they say are made in California» (с англ. — «Говорят, что наркотики производят в Калифорнии»), но во время концертного исполнения «Калифорния» часто заменяется на город или страну, в которой проходит концерт. Так, в «The Dope Show» на альбоме «The Last Tour on Earth» можно услышать «The drugs they say are made right here in Cleveland» (с англ. — «Говорят, что наркотики производят прямо здесь, в Кливленде»), а одобрительный шум толпы подтверждает, что запись проводилась в Кливленде, штат Огайо. Песня «Lunchbox» была записана в городе Гранд-Рапидс, штат Мичиган; «I Don't Like the Drugs (But the Drugs Like Me)» — в Сидар-Рапидс, штат Айова; «The Last Day on Earth» — в Лас-Вегасе, штат Невада.

## Песни
Композиция «The Last Day on Earth», в отличие от своей студийной версии, была исполнена и записана в акустическом варианте.
Песня «Irresponsible Hate Anthem» взята со времен тура Smells Like Children, то есть за год до выхода альбома Antichrist Superstar.
На концертных выступлениях вступлением в песню «Rock Is Dead» было представление группы Omega and the Mechanical Animals — вымышленные концептуальные альтер эго Мэрилина Мэнсона и его группы, созданных для альбома «Mechanical Animals» и тура «Rock Is Dead».
Некоторые треки (в особенности «I Don’t Like the Drugs (But the Drugs Like Me») начинались с речевых диатриб.
На альбоме также был представлен новый студийный трек «Astonishing Panorama of the Endtimes», который использовался в саундтреке мультсериала «Звёздные бои насмерть».

## Список композиций
1. «Inauguration of the Mechanical Christ» — 2:45
2. «The Reflecting God» — 5:32 (из альбома «Antichrist Superstar»)
3. «Great Big White World» — 5:21 (из «Mechanical Animals»)
4. «Get Your Gunn» — 3:37 (из «Portrait of an American Family»)
5. «Sweet Dreams (Are Made of This) / Hell Outro» — 5:36 (из «Smells Like Children» / саундтрек к фильму «Спаун»)
6. «Rock Is Dead» — 3:20 (из «Mechanical Animals»)
7. «The Dope Show» — 3:56 (из «Mechanical Animals»)
8. «Lunchbox» — 8:35 (из «Portrait of an American Family»)
9. «I Don't Like the Drugs (But the Drugs Like Me)» — 7:31 (из «Mechanical Animals»)
10. «Antichrist Superstar» — 5:15 (из «Antichrist Superstar»)
11. «The Beautiful People» — 4:30 (из «Antichrist Superstar»)
12. «Irresponsible Hate Anthem» — 4:40 (из «Antichrist Superstar»)
13. «The Last Day on Earth» — 4:26 (из «Mechanical Animals»)
14. «Astonishing Panorama of the Endtimes» — 3:59

### Бонус диск британского релиза
1. «Coma White» — 4:21 (из альбома «Mechanical Animals»)
2. «Get My Rocks Off» — 3:05
3. «Coma White (Acoustic)» — 5:33
4. «A Rose and Baby Ruth» — 2:17